# دکردوا (تگزاس)
دکردوا، تگزاس(به انگلیسی: DeCordova, Texas) شهری در ایالت تگزاس از ایالات جنوبی ایالات متحده آمریکا است.